# Astro喜悦HD
Astro喜悅HD是馬來西亞NJOI首個免費24小時中文高清頻道，也是Astro第七個中文高清頻道。除了NJOI用戶以外，擁有高清解碼器的Astro B.yond用戶也可以观看此頻道。該頻道主要播出其他Astro旗下的中文頻道：（Astro AEC HD、Astro双星HD、Astro全佳HD、Astro华丽台HD、Astro欢喜台HD）已播出过的中文節目和最新的中文節目，该频道备有中文，英文及马来语字幕服务。頻道播放各類節目以及Astro自製節目。第30屆金曲獎是此頻道最後一個現場轉播節目。2019年7月1日起，Astro喜悅HD频道停播。2019年7月17日起，爱奇艺频道启播。所有海外转播的现场直播节目将搬于Astro频道338接替，后来于2023年被Astro AEC和Astro QJ接替现场直播节目。

## 直播节目一览
| 节目名稱                                  | 播放日期       | 时间         | 備注                   | 衛星訊號轉播畫面       |
| 第27届金曲奖 流行音乐类星光大道及颁奖典礼 | 2016年6月25日  | 下午5點00分  | 現場直播               | 台视主频               |
| 第53屆金馬獎星光大道及頒獎典禮            | 2016年11月26日 | 下午5點00分  | 現場直播               | 台视主频               |
| 第12届KKBOX风云榜                         | 2017年1月21日  | 晚上7點00分  | 現場直播 MY FM同步转播 | KKBOX                  |
| 第28届金曲奖 流行音乐类颁奖典礼           | 2017年6月24日  | 晚上7點00分  | 現場直播               | 台视主频               |
| 第54屆金馬獎頒獎典禮                      | 2017年11月25日 | 晚上7點00分  | 現場直播               | 台视主频               |
| 第22届亚洲电视大奖                        | 2017年12月1日  | 晚上9點00分  | 現場直播               |                        |
| 第13届KKBOX风云榜                         | 2018年1月20日  | 晚上7點00分  | 現場直播 MY同步转播    | KKBOX                  |
| 红星大奖2018                              | 2018年4月22日  | 晚上7點00分  | 現場直播               | 新传媒8频道新传媒U频道 |
| 第29届金曲奖 流行音乐类颁奖典礼           | 2018年6月23日  | 晚上7點00分  | 現場直播               | 台视主频               |
| 第55屆金馬獎頒獎典禮                      | 2018年11月17日 | 晚上7點00分  | 現場直播               | 台视主频               |
| 亞洲小姐競選2018總決賽 (亞洲區)           | 2018年12月15日 | 晚上8點30分  | 現場直播               | Astro                  |
| 第14届KKBOX风云榜                         | 2019年1月26日  | 晚上7點00分  | 現場直播 MY同步转播    | KKBOX                  |
| 第1届KKBOX香港风云榜                      | 2019年3月12日  | 晚上8點00分  | 現場直播 MY同步转播    | KKBOX                  |
| 红星大奖2019星光大道及颁奖典礼            | 2019年4月14日  | 晚上7點00分  | 現場直播               | 新传媒8频道新传媒U频道 |
| 第30届金曲奖 流行音乐类星光大道及颁奖典礼 | 2019年6月29日  | 晚上17點00分 | 現場直播               | 台视主频               |

2019年7月1日起，Astro喜悦HD已经停播。海外转播的现场直播节目已在2019年11月23日换到338频道继续观赏，后改为Astro AEC及Astro QJ继续观赏。

## 註明
1. ↑  .   [2019-08-26]. （原始内容存档于2019-08-26）.
2. ↑  .   [2019-08-26]. （原始内容存档于2019-03-07）.
3. ↑  .   [2019-08-26]. （原始内容存档于2019-09-19）.
4. ↑  .   [2019-03-01]. （原始内容存档于2019-09-19）.
5. ↑  .   [2019-08-26]. （原始内容存档于2019-03-01）.